# Otto Stabel
Otto Stabel (* 21. Dezember 1898 in Ludwigshafen am Rhein; † 11. Januar 1970 in Bad Bergzabern) war kommissarischer Oberbürgermeister der Stadt Ludwigshafen am Rhein.

## Biografie
Otto Stabel trat 1919 als Schreiberlehrling in die Dienste der Stadtverwaltung Ludwigshafen. Da ihm die Stadtverwaltung Freistunden zum Studium gab, konnte er Vorlesungen an der Handelshochschule Mannheim besuchen und gleichzeitig an der Universität Heidelberg studieren. Im Jahr 1922 promoviert er zum Doktor der Staatswissenschaften. 
1922 wurde Stabel Stadtassistent, 1923 wissenschaftlicher Mitarbeiter beim Statistischen Amt, 1928 Leiter des Statistischen Amts. 
Im Jahr 1933 wurde Stabel Direktor des Steuer- und Rechnungsamtes und 1934 Finanzdirektor und Leiter der Finanzverwaltung.
Im Mai 1940 wurde Stabel – obwohl er damals noch nicht der NSDAP angehörte – zum hauptamtlichen Beigeordneten bestimmt. Während des Krieges hatte er großen Einfluss auf die Leitung der Stadt, da es den kommissarischen Oberbürgermeistern an Erfahrung fehlte. 
Im Jahr 1942 trat Stabel dann der NSDAP bei und wurde im März 1945 zum letzten kommissarischen Stadtoberhaupt der Nationalsozialisten und – trotz seiner Parteimitgliedschaft – zum ersten kommissarischen Oberbürgermeister der Nachkriegszeit.
Am 20. April 1945 wurde er von Hans Hoffmann als Oberbürgermeister abgelöst und übernahm seine vorherige Funktion als Stadtkämmerer.
| Personendaten    | Personendaten         |
| ---------------- | --------------------- |
| NAME             | Stabel, Otto          |
| KURZBESCHREIBUNG | deutscher Politiker   |
| GEBURTSDATUM     | 21. Dezember 1898     |
| GEBURTSORT       | Ludwigshafen am Rhein |
| STERBEDATUM      | 11. Januar 1970       |
| STERBEORT        | Bad Bergzabern        |